# Habitatge a la riera de Sant Domènec, 6 (Canet de Mar)
L'Habitatge a la riera de Sant Domènec, 6 és una obra de Canet de Mar (Maresme) protegida com a Bé Cultural d'Interès Local.

## Descripció
Es tracta d'una casa entre mitgeres de planta baixa i dos pisos. A la planta baixa hi trobem la porta d'accés i un gran finestral. Al primer pis hi ha un balcó corregut sostingut per mènsules amb barana de ferro i dues portes balconeres. Al segon pis hi ha dos balcons enrasats a nivell de façana. Totes les obertures estan emmarcades per motllures. La coberta és plana. El coronament és una barana d'obra.